# Piana di Monte Verna
Piana di Monte Verna este o comună din provincia Caserta, regiunea Campania, Italia, cu o populație de 2.066 locuitori (1 ianuarie 2023) și o suprafață de 23,5 km².

## Demografie
Piana di Monte Verna - evoluția demografică

|  | Graficele sunt indisponibile din cauza unor probleme tehnice. Mai multe informații se găsesc la Phabricator și la wiki-ul MediaWiki. |

Date: Recensăminte sau birourile de statistică - grafică realizată de Wikipedia